# Robin Roberts (Journalistin)

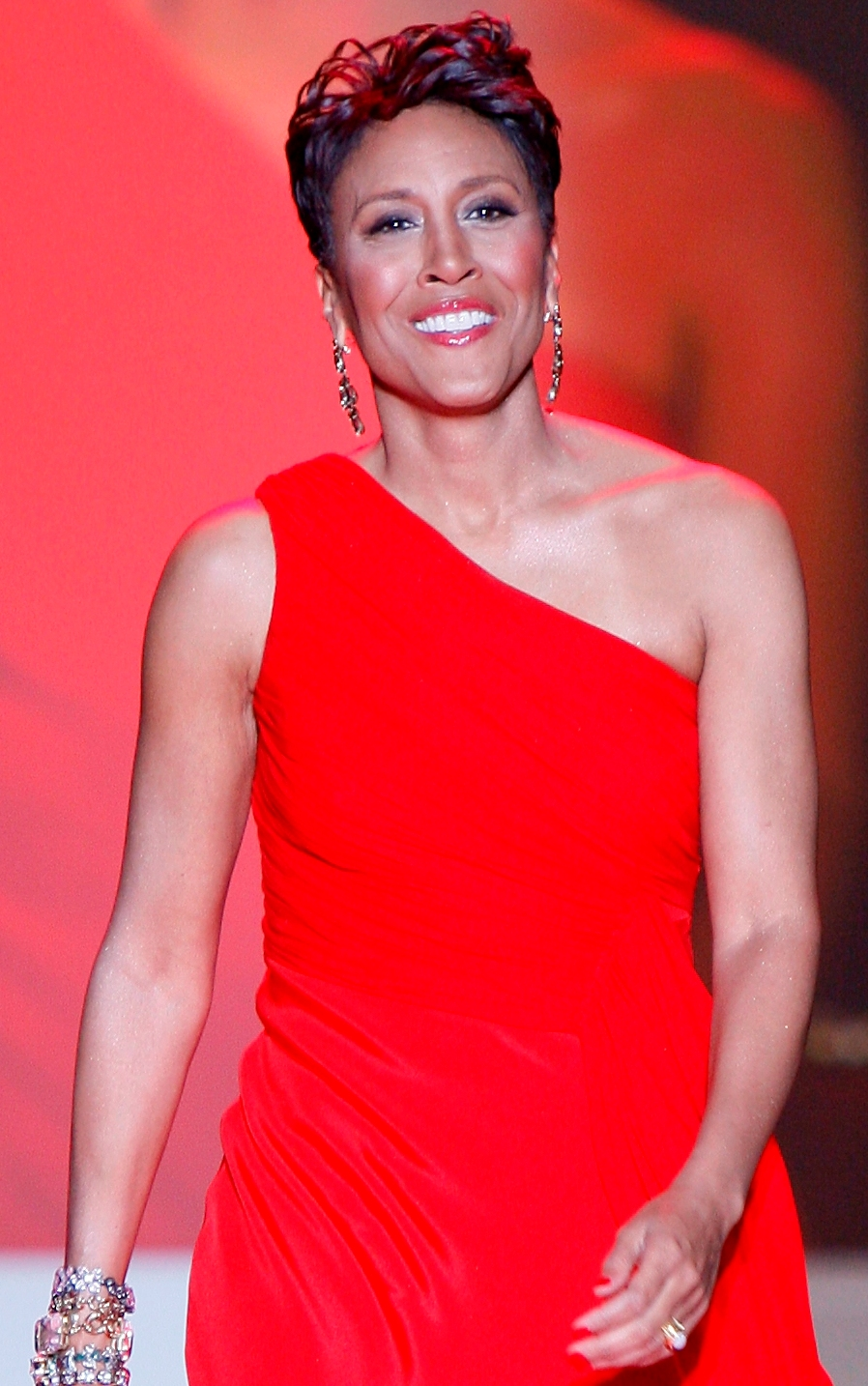
Robin Roberts (2010)

Robin Roberts (* 23. November 1960 in Alabama)  ist eine US-amerikanische Journalistin und Nachrichtensprecherin.

## Leben
In ihrer Kindheit lebte sie in Pass Christian, Mississippi, wo sie die Pass Christian High School besuchte. Roberts studierte Kommunikationswissenschaften an der Southeastern Louisiana University in Hammond, Louisiana. Nach ihrem Studienabschluss arbeitete sie zunächst 1983 als Radioreporterin für den Fernsehsender WDAM-TV in Hattiesburg, Mississippi und wechselte dann 1984 zum Fernsehsender WSMV-TV in Nashville, Tennessee. Von 1988 bis 1990 war sie für den Fernsehsender WAGA-TV in Atlanta, Georgia tätig. Von 1990 bis 2005 war sie als Sportreporterin für den Fernsehsender ESPN tätig. Seit 2005 ist sie als Nachrichtensprecherin in der US-amerikanischen Nachrichtensendung Good Morning America tätig. Sie wohnt mit ihrer Partnerin Amber Laign in New York City, die sie im September 2023 heiratete.

## Werke (Auswahl)
- Robin Roberts: From the Heart: Eight Rules to Live By. New York, Hyperion Books, 2008, ISBN 978-1401309589

## Preise und Auszeichnungen (Auswahl)
- Sager Strong Award 2019
- Peabody Award
- Women’s Basketball Hall of Fame, 2012 für ihre Berichterstattungen zum Basketball
- 10th Honorary Harlem Globetrotter (Oktober 2015)[2]